# Linea 7 (metropolitana di Parigi)

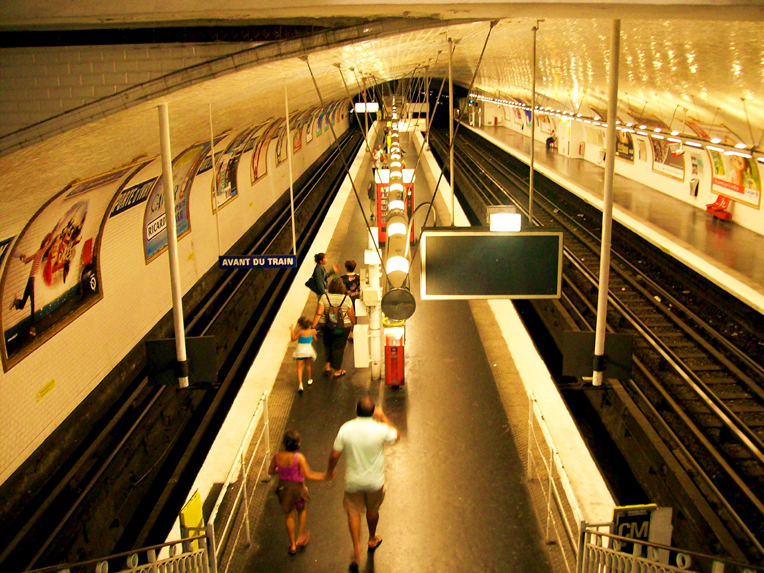
Stazione Porte d'Ivry - linea 7.

La linea 7 della metropolitana di Parigi è una delle 16 linee del sistema di trasporto rapido della capitale francese. Collega La Courneuve, a nord della città, con Ivry-sur-Seine e Villejuif a sud.
Ogni anno la linea è utilizzata da 121.341.833 passeggeri (anche se tale cifra comprende anche il traffico sulla linea 7 bis), il che la rende la terza linea più frequentata della rete.

## Cronologia
- 5 novembre 1910: inaugurazione della linea 7 tra Opéra e Porte de la Villette.
- 18 gennaio 1911: apertura di un nuovo ramo da Louis Blanc a Pré-Saint-Gervais.
- 1º luglio 1916: estensione a sud da Opéra a Palais Royal.
- 16 aprile 1926: estensione da Palais Royal a Pont Marie.
- 15 febbraio 1930: durante la costruzione di un tunnel per l'attraversamento della Senna, fu aperta una nuova sezione tra Place Monge e Place d'Italie, che operò temporaneamente come parte della linea 10.
- 3 giugno 1930: estensione da Pont Marie a Pont de Sully.
- 7 marzo 1930: la sezione che operò temporaneamente come parte della linea 10 fu estesa da Place d'Italie a Porte de Choisy.
- 26 aprile 1931: apertura del tratto tra Pont de Sully e Place Monge. La tratta tra Place Monge e Porte de Choisy fu trasferita alla linea 7 e fu estesa simultaneamente a Porte d'Ivry.
- 1º maggio 1946: estensione da Porte d'Ivry a Mairie d'Ivry.
- 1967: a causa del basso traffico di passeggeri, il ramo nord della linea 7 tra Louis Blanc e Pré-Saint-Gervais divenne una nuova linea indipendente, conosciuta come linea 7 bis.
- 4 ottobre 1979: estensione verso nord da Porte de la Villette a Fort d'Aubervilliers.
- 10 dicembre 1982: apertura di un nuovo ramo verso sud da Maison Blanche a Le Kremlin-Bicêtre.
- 28 febbraio 1985: estensione da Le Kremlin-Bicêtre a Villejuif Louis Aragon.
- 6 maggio 1987: estensione da Fort d'Aubervilliers a La Courneuve - 8 mai 1945.

## Stazioni che hanno cambiato nome
- 1º novembre 1926: Pont Notre-Dame diventa Pont Notre-Dame - Pont au Change.
- 15 aprile 1934: Pont Notre-Dame - Pont au Change diventa Châtelet.
- 6 ottobre 1942: Boulevard de la Villette diventa Aubervilliers - Boulevard de la Villette.
- 10 febbraio 1946: Pont de Flandre diventa Corentin Cariou e Aubervilliers - Boulevard de la Villette diventa Stalingrad.
- 1989: Chaussée d'Antin diventa Chaussée d'Antin - La Fayette.
- 8 marzo 2007: Pierre Curie diventa Pierre et Marie Curie.

## Futuro
- Nel futuro potrebbe essere considerata un'estensione della linea 7 da La Courneuve a Le Bourget.
- La biforcazione meridionale della linea da Maison Blanche a Villejuif - Louis Aragon potrebbe essere nel futuro passata alla linea 14.
- La linea 7 bis potrebbe essere unita alla linea 3 bis per formare una nuova linea 15, con capolinea occidentale a Château-Landon sulla linea 7.

## Turismo
La linea 7 passa presso diversi luoghi di interesse turistico:
- Parc de la Villette, con le Cité des sciences et de l'industrie
- opera Garnier
- Quartiere latino
- Place d'Italie e il Butte aux Cailles
- una delle Chinatown di Parigi, situata nella parte sud del XIII arrondissement